# Кратохвиль, Мария Антонина
Мария Антонина Крато́хвиль  (пол. Maria Antonina Kratochwil, SSND, 21 августа 1881[…], Витковице, Острава — 2 октября 1942[…], Станислав) — блаженная Римско-католической церкви, монахиня из женской монашеской конгрегации «Школьные сёстры Нотр Дам», мученица, покровительница епархии Острава-Опавы. Входит в число 108 блаженных польских мучеников, беатифицированных Римским папой Иоанном Павлом II во время его посещения Варшавы 13 июня 1999 года.

## Биография
После получения педагогического образования Мария Антонина некоторое время работала учительницей. Вступив в конгрегацию «Школьные сёстры Нотр-Дам», приняла монашеские обеты 27 сентября 1910 года, после чего Мария Антонина направлена в средние учебные заведения в Карвине и Львове, где она исполняла обязанности директора школы. Позднее она управляла интернатом на Украине в городе Тлумач.
9 июля 1942 года сестра Мария Антонина была арестована немецкой оккупационной властью и отправлена в лагерь для интернированных, располагавшийся в городе Ивано-Франковск, где погибла 2 октября 1942 года от тифа.

## Прославление
13 июня 1999 года была беатифицирована Римским папой Иоанном Павлом II вместе с другими польскими мучениками Второй мировой войны.
День памяти — 12 июня.

## Источник
- Hachulska, Irena, Świadectwo miłości: Maria Antonina Kratochwil — Siostra Szkolna de Notre Dame uświęcała życie, a męczeńską śmiercią dopełniła miary świętości. Hachulska, Irena. Opole: Zgromadzenie Sióstr Szkolnych de Notre Dame. Prowincja Polska, 1994. ISBN 8390283204